# Selas
Selas – gmina w Hiszpanii, w prowincji Guadalajara, w Kastylii-La Mancha, o powierzchni 44,82 km². W 2011 roku gmina liczyła 64 mieszkańców.